# The Stripes
The Stripes è stato un gruppo tedesco-occidentale della Neue Deutsche Welle di Hagen formatosi nel 1978 a opera di Rainer Kitzmann.

## Storia
Nel novembre del 1977 Kitmann incontra per la prima volta Nena in una discoteca di Hagen ma solo nel 1978 le propose di diventare la cantante del gruppo.
Lo stesso anno incominciarono ad esibirsi dal vivo e nel 1979 esce Ecstasy, il loro primo singolo in vinile.
Nel 1980 viene realizzato anche un video per il pezzo Strangers tratto dall'omonimo singolo e seguito dall'uscita del LP The Stripes, che rimarrà l'unico disco nella storia del gruppo.
Il 16 febbraio 1981 presero parte alla popolarissima trasmissione televisiva Disco ( allora in onda sul canale ZDF) cantando il pezzo Tell me your name, estratto dal loro terzo singolo.
La fine del 1981 segna comunque la fine del gruppo a causa di divergenze interne sul loro futuro musicale, dovuta anche al rifiuto da parte dei componenti di comporre i testi in lingua tedesca come proponeva Nena.
Quando la band si sciolse, Nena e Rolf Brendel, che all'epoca avevano intrecciato una relazione, si trasferirono a Berlino Ovest dove reintrecciarono i rapporti con Uwe Fahrenkrog-Petersen, che aveva lasciato la band poco dopo l'arrivo della cantante, e nel 1982 formarono i Nena.

## Formazione
La formazione del gruppo comprendeva inizialmente 5 membri:
- Nena - voce (1979-1981)
- Reiner Kitzmann - chitarra (1978-1981)
- Rolf Brendel - batteria (1978-1981)
- Frank Rohler - basso (1978-1981)
- Uwe Fahrenkrog-Petersen - tastiera (1978)

## Discografia

### Album
- 1980 - The Stripes

### Singoli
- 1979 - Ecstasy
- 1980 - Strangers
- 1980 - Tell me your name
- 1980 - Don´t you think that I´m a lady